# جووانی پلیلو
جووانی پلیلو (ایتالیایی: Giovanni Pellielo؛ زادهٔ ۱۱ ژانویه ۱۹۷۰) یک تیرانداز اهل ایتالیا است.
وی در مسابقات کشوری و بین‌المللی در مجموع برندهٔ ۲ مدال طلا، ۳ مدال نقره، ۱ مدال برنز شده‌است.